# لوخان
لوخان (به اسپانیایی: Luján) شهری در کشور آرژانتین، استان بوئنوس آیرس است که در سال ۲۰۰۹ میلادی، حدود ۶۷٬۲۶۶ نفر جمعیت داشته است.